# Куцина
Куци́на (болг. Куцина) — село у Великотирновській області Болгарії. Входить до складу общини Польський Тримбеш.

## Населення
За даними перепису населення 2011 року у селі проживали 693 особи.
Національний склад населення села:
| Національність   | Кількість осіб | Відсоток |
| ---------------- | -------------- | -------- |
| болгари          | 483            | 96,0%    |
| турки            | 19             | 3,8%     |
| Всього відповіли | 503            |          |

Розподіл населення за віком у 2011 році:
Динаміка населення: